# Gekielde dwergzandbij
De gekielde dwergzandbij (Andrena strohmella) is een vliesvleugelig insect uit de familie Andrenidae. De wetenschappelijke naam van de soort is voor het eerst geldig gepubliceerd in 1806 door Illiger.